# Бандитский Петербург. Фильм 6. Журналист
«Бандитский Петербург. Фильм 6. Журналист» — российский семисерийный художественный фильм по мотивам произведения Андрея Константинова и Александра Новикова «Мусорщик», шестая часть криминального сериала «Бандитский Петербург». Премьера состоялась 21 апреля 2003 года на НТВ.

## В ролях
- Александр Домогаров — Андрей Викторович Обнорский («Серёгин»), криминальный журналист (все серии)
- Михаил Разумовский — Александр Андреевич Зверев, бывший оперуполномоченный (1, 4—7 серии)
- Олеся Судзиловская — Анастасия Михайловна Тихорецкая, бывшая народная судья, жена Тихорецкого (5—7 серии) (погибла в 7 серии в автомобильной аварии, устроенной людьми Наумова)
- Александр Баргман — Кирилл Михайлович Гринько, вице-губернатор Санкт-Петербурга (1, 4—6 серии) (убит в 6 серии «Мизинцем» по заказу Тихорецкой)
- Борис Бирман — Александр Михайлович Мальцев (Саша «Солдат»), лидер ОПГ (5—6 серии)
- Александр Блок — Валерий Станиславович Ледогоров (Валера «Бабуин»), бандит (3—4, 7 серии)
- Лев Борисов — Виктор Павлович Говоров («Антибиотик»), криминальный авторитет, вор в законе (3—4 серии: умер от укола, сделанного врачом Наумова)
- Сергей Власов — Валентин Кравцов, сотрудник агентства «Консультант», помощник Семёнова (2—3 серия) (во 2 серии убит снайпером «Птахой»)
- Игорь Иванов — Сергей Сергеевич Журавский, генерал-майор ФСБ (7 серия)
- Леонид Михайловский — Семён Борисович Галкин, бывший оперуполномоченный, пенсионер МВД (4—5 серии)
- Сергей Лысов — Павел Сергеевич Тихорецкий, полковник милиции/генерал-майор милиции, 1-й заместитель начальника ГУВД по Санкт-Петербургу и Ленинградской области (4, 7 серии)
- Нелли Попова — Мария Антоновна Гринько, жена Гринько (6—7 серии)
- Александр Романцов — Николай Иванович Наумов, директор банка «Инвест-перспектива» (1—4, 7 серии)
- Анна Самохина — Екатерина Дмитриевна Званцева-Гончарова, бывшая жена Олега Званцева (1—2, 5, 7 серии)
- Евгений Сидихин — Никита Никитич Кудасов, подполковник, начальник 15-го отдела РУОП (3, 4 серии)
- Елена Симонова — Елена Ратникова, бывшая стюардесса (2—3, 5 серии)
- Юрий Цурило — Роман Константинович Семёнов, бывший офицер специальных служб секретного отдела ЦК КПСС, директор агентства «Консультант» (2—3 серии)
- Ефим Иоффе — Коростылёв, бывший хозяин проданных «Мизинцу» «Жигулей» (6 серия)
- Юрий Тетерин — старик, играющий в домино с Коростылёвым (6 серия)
- Виталий Гордиенко — оперуполномоченный, выслеживающий Антибиотика (3—4 серии) (в титрах не указан)
- Юзеф Мироненко — «Седой», первый помощник Сергея Сергеевича (7 серия)
- Валерий Доронин — Александр Петрович Рогозин, майор ФСБ (1 серия)
- Константин Анисимов — Виктор Рябов, сотрудник агентства «Консультант» (1—3 серии)
- Дмитрий Барков — Виктор Обнорский, отец Обнорского (1 серия)
- Людмила Гвоздикова — Наталья Обнорская, мать Обнорского (1 серия)
- Валерий Филонов — Илья Васильевич Шмулевич, друг «Антибиотика», скрывавшийся от милиции под фамилией Фёдоров (3—4 серии)
- Ромуальд Макаренко — Геннадий Михайлович Горенков (Гена «Фотограф»), киллер из Ростова-на-Дону (3 серия) (в 3 серии арестован Кудасовым)
- Адриан Ростовский — Александр Разгонов, редактор газеты, в которой работает Обнорский (3, 6—7 серии)
- Андрей Шарков — Михаил Давыдович Эрлих, врач-нейрохирург (5 серия)

### Озвучивание
- Игорь Шибанов — Виктор Павлович Говоров («Антибиотик») (сам Лев Борисов не смог озвучивать свою роль из-за конфликта с продюсерами[2][3])
- Игорь Добряков — Коростылёв, Аркадий Монахов («Грач»), бандит
- Валерий Захарьев — оперуполномоченный, выслеживающий Антибиотика
- Станислав Стрелков — Виктор Ильич, человек Наумова (роль Геннадия Залогина)
- Станислав Соколов — Семён Галкин
- Анна Геллер — диспетчер аэропорта, голос у Седого в компьютере
- Валерий Кухарешин — текст за кадром

## Съёмочная группа
- Автор сценария: Владимир Вардунас, Андрей Константинов (роман)
- Режиссёры-постановщики: Андрей Бенкендорф, Владислав Фурман
- Оператор-постановщик: Валерий Мюльгаут
- Художник-постановщик: Юрий Пашигорев
- Композитор: Игорь Корнелюк
- Монтаж: Мария Амосова, Александр Зарецкий
- Звукорежиссер: Михаил Викторов
- Постановщик трюков: Сергей Головкин
- Исполнительный продюсер: Владимир Бортко, Георгий Мауткин
- Продюсер: Владимир Досталь

## Краткое содержание
По мотивам произведения Андрея Константинова и Александра Новикова «Мусорщик».
1996 год. Журналист Обнорский и бывший опер Зверев выходят на свободу.

### Первая серия
Андрей Обнорский покинул исправительную колонию УЩ-349/13 под Нижним Тагилом. На выходе из колонии Обнорского встречает Александр Петрович Рогозин, посланный Семёновым. Он с коллегами обязует Андрея следовать на их автомобиле, а не на подъехавшем автобусе. За их «Волгой» устремляется «BMW» с четырьмя неизвестными. Выясняется, что это люди, посланные Наумовым «для контроля». Подручному Рогозина удаётся задержать бандитов, прострелив им колёса. В то же время сам Андрей сразу понимает всю суть происходящего и в знак протеста устраивает попойку, а за ней и драку в местном ресторане. В Санкт-Петербурге его встречают родители, которые советуют ему не иметь дел с Наумовым. Андрей звонит Кате. Та просит его поскорее прилететь. Николай Иванович посылает Андрея к Кате в Швецию, а сам ведёт торг с неким Кириллом Гринько по поводу предстоящих выборов и его собственных интересов в этом деле. Серёгин в одном из ювелирных салонов покупает в подарок Кате серьги.

### Вторая серия
В Катином особняке Андрея ждёт посланная сюда Семёновым с целью недопущения комбинаций Лена Ратникова (бывшая стюардесса), когда-то сильно обиженная Обнорским.
Вскоре в Стокгольм прилетает Наумов контролировать ход передачи денег. Для Андрея прилёт Николая Ивановича также означает начало операции по выдаче 60 миллионов долларов, которая служит залогом свободы для Андрея. Серёгин испытывает желание убить Наумова. Однако он понимает, что тогда неминуема гибель многих людей.
Катя проводит совещание с Наумовым. В перерыве она приглашает вечером Андрея на сеанс в Королевский Оперный театр. Андрей во время прогулки на лодке по одному из каналов встречается со своим соавтором — шведом Ларсом и, ссылаясь на нехватку денег на свидание, берёт у него в долг деньги на покупку костюма. В здании театра Андрей, обиженный поведением Кати, не отдаёт ей приготовленные в подарок серьги.
Лена соблазняет Андрея. Вернувшаяся Катя слушает запись их интимной сцены и разговор о том, каким образом будут перебрасываться через границу миллионы её долларов. Она решает отомстить за измену, а заодно и стравить Наумова с «Антибиотиком». Андрей в её затее принимать участие отказывается, и это придаёт ей ещё большую решимость.
Катя, Андрей и Лена едут через леса. На шведско-финской границе их встречает Валентин Кравцов на своём «Фольксвагене», куда помещают 3,5 миллиона долларов. Там Катя прощается с ними, звонит «Антибиотику» и предупреждает его о ценном грузе.
Лена, Андрей и Кравцов проходят таможню на границе с Россией. Семёнов звонит Наумову и говорит, что через полчаса машина 
c деньгами будет в Выборге. Андрей с Леной и Кравцовым встречают в кафе свою охрану — восьмерых человек. «Антибиотик» даёт указ авторитету «Кащею», который с вооружёнными «бойцами» караулит «Фольксваген» Кравцова. Они устанавливают на дороге лже-пост ГАИ. Катя сообщает по мобильному телефону Андрею, что подставила его «Антибиотику». В перестрелке выживают только Андрей, Лена и охранник Виктор. Погибают все люди Семёнова и Наумова, а также все люди Антибиотика, за исключением «Кащея».

### Третья серия
«Антибиотик», по-прежнему верховодящий в Питере, узнав о провале операции, посылает «Кащея» «подчищать» дорогу, а сам, переодевшись бомжом, незаметно уходит от своих людей и покидает город, предчувствуя, что на него уже охотятся люди Наумова.
Семёнов заявляет Наумову, что выходит из игры из-за колоссальных потерь. Наумов, узнавший об исчезновении «Антибиотика», решает найти ему замену и приглашает на беседу бывшего помощника Палыча «Бабуина». «Антибиотик» отсиживается у своего друга Шмулевича в деревне в Новгородской области и посылает его в Ростов-на-Дону к Гене-киллеру. Однако в поезде Шмулевича узнаёт возрастной сотрудник милиции, ехавший отдыхать, и арестовывает его, потом попадает в кабинет к Никите Никитичу Кудасову. «Бабуин» решает заменить «Антибиотика» и собирает «сходняк».
Обнорский приходит к редактору Разгонову и просит его передать Кудасову собранный компромат на Наумова. В это время Кудасову удаётся склонить Шмулевича к сотрудничеству и с его помощью взять киллера с поличным.

### Четвёртая серия
Наумов просит Тихорецкого выяснить, где прячется «Антибиотик». Ночью в деревню приезжают киллеры Наумова и похищают «Антибиотика». Очнувшемуся в подвале «Антибиотику» Наумов сообщает, что под воздействием психотропных веществ Палыч выдал все тайники с заначками. Доктор Наумова делает бандиту смертельный укол, и тот умирает на глазах Наумова, успев перед смертью перегрызть горло врачу.
Зверев выходит на свободу, где его встречает Обнорский. Наумов передаёт «хозяйство» «Антибиотика» «Бабуину», а потом требует у вице-губернатора Кирилла Гринько вернуть долг. Обнорский и Зверев приезжают к банкиру Монахову и находят подтверждение тому, что Настя действительно подставила Зверева.

### Пятая серия
Люди Стаса выбивают у нейрохирурга Эрлиха информацию, что он когда-то поставил липовый диагноз Тихорецкой. Обнорский и Зверев выслеживают Гринько, ухаживающего за Анастасией. В Петербург из Архангельской колонии возвращается «Солдат». Зверев и «Солдат» находят квартиру, где Настя встречается с любовником. Они требуют вернуть деньги, но даже под градом неопровержимых улик она пытается выкрутиться.

### Шестая серия
Тихорецкая поняла, что ей придётся вернуть 850 тысяч долларов. Она решает «выкачать» деньги из Кирилла, который был должен Наумову. Зверев с Обнорским встречаются в ресторане с Чайковским и передают ему обрез, из которого бандиты стреляли в окно судьи. Дома Чайковский под гнетом угрызений совести стреляется из обреза. Гринько приносит Насте деньги для передачи Наумову, но она отдаёт их «Солдату», а своего любовника «заказывает», чтобы избавиться от лишнего свидетеля. Киллер, прячущийся на чердаке, расстреливает машину, в которой сидели Гринько с женой Марией. Мария ранена, Гринько убит. Обнорский встречается с Марией и узнаёт номера банкнот, которые Кирилл передавал Насте. Эти банкноты выводят его на... его друга Александра Зверева, а в итоге и на заказчика «вице-губернатора» — Тихорецкую.

### Седьмая серия
Мария звонит в Москву знакомому генералу ФСБ Сергею Сергеевичу и рассказывает о том, что Обнорский нашёл «заказчика» её мужа. Тот даёт приказ установить наблюдение за Андреем. Зверев, узнав о происхождении денег, возвращает их Насте. Она предлагает Звереву «сдать» своего мужа-генерала и передаёт видеозапись с компроматом. Кассета попадает к судье Ксендзовой, и Тихорецкий вынужден уйти в отставку. «Бабуин» решает убрать Кудасова и делает так, что Никиту переводят в Москву. Сергей Сергеевич приезжает в Петербург и сразу выясняется, что он - человек ещё более могущественный, чем Наумов. Он встречается с Настей (которая также была с ним знакома ранее), разыгрывающей роль безутешной любовницы. Но Сергей Сергеевич уже знает всё, даже то, как она давала указание киллерам. При встрече он рассказывает о «кидке» Наумову и приказывает ему не трогать Обнорского и Зверева. Наумов велит Насте приехать, но она, взяв деньги, спешит в аэропорт, и по дороге звонит на прощание Звереву. Машину Тихорецкой намеренно сталкивает проезжающая машина. Происходит взрыв, и Тихорецкая погибает. Зверев приезжает на место гибели и скорбит по Насте. Катя звонит Обнорскому и сообщает, что вынуждена податься в бега из-за возможных преследований со стороны Наумова. Обнорский, доведенный до нервного срыва бесконечными перипетиями бандитов, забирается на чердак редакции и начинает печатать книгу под названием «Бандитский Петербург».

### Сериал «Русский перевод»
В 2006 году вышел сериал «Русский перевод» — экранизация романа «Журналист» Константинова. Роман входит в цикл романов «Бандитский Петербург». В сериале рассказывается о годах ранней молодости журналиста Андрея Обнорского (Серёгина) во время работы переводчиком в арабских странах.